# مارسلو استیگاریبیا
مارسلو استیگاریبیا (اسپانیایی: Marcelo Estigarribia‎؛ زادهٔ ۲۱ سپتامبر ۱۹۸۷) بازیکن فوتبال اهل پاراگوئه است.
از باشگاه‌هایی که در آن بازی کرده‌است می‌توان به باشگاه فوتبال یوونتوس، باشگاه فوتبال آتالانتا، باشگاه فوتبال سمپدوریا، باشگاه فوتبال گوارانی (پاراگوئه)، باشگاه فوتبال لو مان، باشگاه فوتبال نیولز اولد بویز، باشگاه فوتبال کیه‌وو ورونا، و باشگاه فوتبال سرو پورتنیو اشاره کرد.
وی همچنین در تیم‌های ملی فوتبال زیر ۲۰ سال پاراگوئه و پاراگوئه بازی کرده‌است.